# 1836 dans les chemins de fer
chronologie des chemins de fer
1835 dans les chemins de fer - 1836 - 1837 dans les chemins de fer

## Évènements

### Mai
- 7 mai, Belgique : inauguration de la section Malines-Anvers du chemin de fer de Bruxelles à Anvers et raccordements (administration des chemins de fer de l'état).

### Juillet
- 9 juillet, France : attribution de la concession du chemin de fer de Montpellier à Sète à « Mellet et Henry », pour 99 ans

## Naissances
- x

## Décès
- x